# Ligne de Nançois - Tronville à Neufchâteau
La ligne de Nançois - Tronville à Neufchâteau est une ligne de chemin de fer française à écartement standard et anciennement à double voie. Elle dessert la vallée de l'Ornain en reliant la gare de Nançois - Tronville, à proximité de Bar-le-Duc, préfecture du département de la Meuse, à Neufchâteau, sous-préfecture du département des Vosges.
Elle constitue la ligne no 027 000 du réseau ferré national. Historiquement, elle constituait la ligne 20 de la Compagnie des chemins de fer de l'Est et 243 dans l'ancienne numérotation SNCF des lignes de la région Est.

## Historique

### De Nançois - Tronville à Gondrecourt-le-Château
Le 10 décembre 1869, la ligne d'intérêt local de Nançois-Tronville à Gondrecourt-le-Château a été concédée à titre éventuel par le conseil général de la Meuse à M. Delloye-Tiberghien, banquier bruxellois. Le décret du 12 juin 1870 précisait que la ligne devait être exploitée par la Compagnie des chemins de fer de l'Est. Elle a été déclarée d'utilité publique et concédée à titre définitif avec retard en raison de la guerre de 1870, le 6 novembre 1872 par décret. Elle a été ouverte provisoirement pour le transport de la houille destiné aux industries métallurgiques locales le 15 octobre 1875 et ouverte définitivement un mois plus tard, le 15 novembre 1875.
Le 20 juin 1881, une loi reclasse cette première portion de ligne dans le réseau d'intérêt général et approuve la convention de rachat signée entre l'État et M. Delloye-Tiberghien le 26 avril 1880.
Par une convention signée le 21 septembre 1881 entre le ministre des Travaux publics et la Compagnie des chemins de fer de l'Est, l'État confie provisoirement l'exploitation de la ligne à la compagnie. Cette convention est approuvée par un décret le 3 octobre suivant.
La ligne est cédée par l'État à la Compagnie des chemins de fer de l'Est par une convention signée entre le ministre des Travaux publics et la compagnie le 11 juin 1883. Cette convention est approuvée par une loi le 20 novembre suivant.

### de Gondrecourt-le-Château à Neufchâteau
La section de Gondrecourt-le-Château à Neufchâteau a été déclarée d'utilité publique le 31 décembre 1875. Les travaux de construction sont autorisés par une loi 14 juin 1878. Construite par l'État à voie unique, elle a été mise en service le 11 septembre 1880 (exploitation provisoire par la compagnie des chemins de fer de l'Est). La concession définitive a été attribuée à la même compagnie par la convention du 11 juin 1883 et la loi du 20 novembre 1883. Cette section de ligne a été mise à double voie vers 1887.

### Après la mise en service
Les deux raccordements qui se greffaient à Gondrecourt-le-Château et celui de Neufchâteau ont été déposés par l'occupant allemand, ainsi que la 2e voie, en 1942 -1943.
Le 1er janvier 1938, la ligne est devenue propriété de la SNCF avant d'être cédée à RFF en 1997.
La totalité de la ligne a été fermée au service des voyageurs le 3 mars 1969. 
Le trafic des marchandises a été supprimé en cinq étapes :
- de Grand - Avranville à Sionne - Midrevaux, le 3 mars 1969 ;
- de Dainville-Meuse à Grand - Avranville et de Sionne - Midrevaux à Neufchâteau (PK 66,400), le 5 juillet 1971 ;
- de Gondrecourt-le-Château à Dainville, le 16 décembre 1973 ;
- de Velaines à Gondrecourt-le-Château, en novembre 2014 ;
- de Nançois-Tronville à Velaines en 2020.

### Déclassement et fermeture
- les raccordements militaires no 1 (PK 0,140 à 1,997) et no 2 (PK 0,137 à 2,615) de Gondrecourt-le-Château, le 13 février 1964[8] ;
- de Grand - Avranville à Sionne - Midrevaux (PK 47,500 à 58,100), le 14 janvier 1972[9] ;
- de Dainville à Grand - Avranville (PK 43,480 à 47,500), le 26 juillet 1973[10] ;
- de Sionne - Midrevaux à Neufchâteau (PK 58,100 à 66,000), le 26 juillet 1973[10] ;
- de Gondrecourt-le-Château à Dainville (PK 36,200 à 43,480), le 18 février 1976[11] ;
- une section à Neufchâteau (PK 66,000 à 66,400), le 18 février 1976[11].

## Infrastructure
C'est une ligne au profil médiocre avec des déclivités de 16‰, en particulier du tunnel de Midrevaux à Frebécourt sur 7 km.

### Raccordements
À Gondrecourt-le-Château, deux raccordements avaient été construits : le raccordement no 1 de Gondrecourt (no 028 300) de 1 996 m de long et le raccordement no 2 de Gondrecourt (no 029 300) de 2 960 m de long. Ils permettaient les relations directes sans rebroussement en gare de Gondrecourt de la direction de Jessains vers celle de Neufchâteau pour le no 1 et de la direction de Nançois - Tronville vers celle de Sorcy pour le no 2.

## Exploitation
L'intégralité de la ligne est interdite à la circulation des trains jusqu'à nouvel ordre.
Si le projet de stockage des déchets radioactifs en couche géologique profonde Cigéo était réalisé, elle serait entièrement modernisée de Gondrecourt jusqu'à un terminal situé à la limite des communes de Bure et de Saudron, permettant ainsi le transport des déchets radioactifs et de matériaux de construction. Cela engendrerait un trafic  de soixante convois ferroviaires par an entre l'usine de la Hague et Bure, selon l'Agence nationale pour la gestion des déchets radioactifs (ANDRA), et de cent trains de dix wagons par an, pendant 130 ans selon Global Chance et Greenpeace.
Par une décision du 13 janvier 2021, la Commission nationale du débat public (CNDP) nomme Jean-Daniel Vazelle et Luc Martin  garants de la concertation préalable sur le « projet de réhabilitation de la ligne ferroviaire Nançois-Tronville-Gondrecourt-le-Château visant à faciliter la réalisation des travaux du projet Cigéo et desservir à terme le site ».